# Danny Boyle
Danny Boyle là một đạo diễn phim người Anh. Ông nổi tiếng bởi phim Triệu phú ổ chuột và kịch bản Thế vận hội Mùa hè 2012. Ông đã giành được giải Oscar cho bộ phim xuất sắc nhất năm 2009.